# Prachatice
Prachatice (Ausspracheⓘ; deutsch Prachatitz) ist eine tschechische Stadt. Sie liegt im Jihočeský kraj (Südböhmische Region) und hat 11.211 Einwohner (Stand: 1. Januar 2023). In der Vergangenheit war Prachatitz ein wichtiger Ort am Goldenen Steig, einem alten Handelsweg von Passau nach Prag.

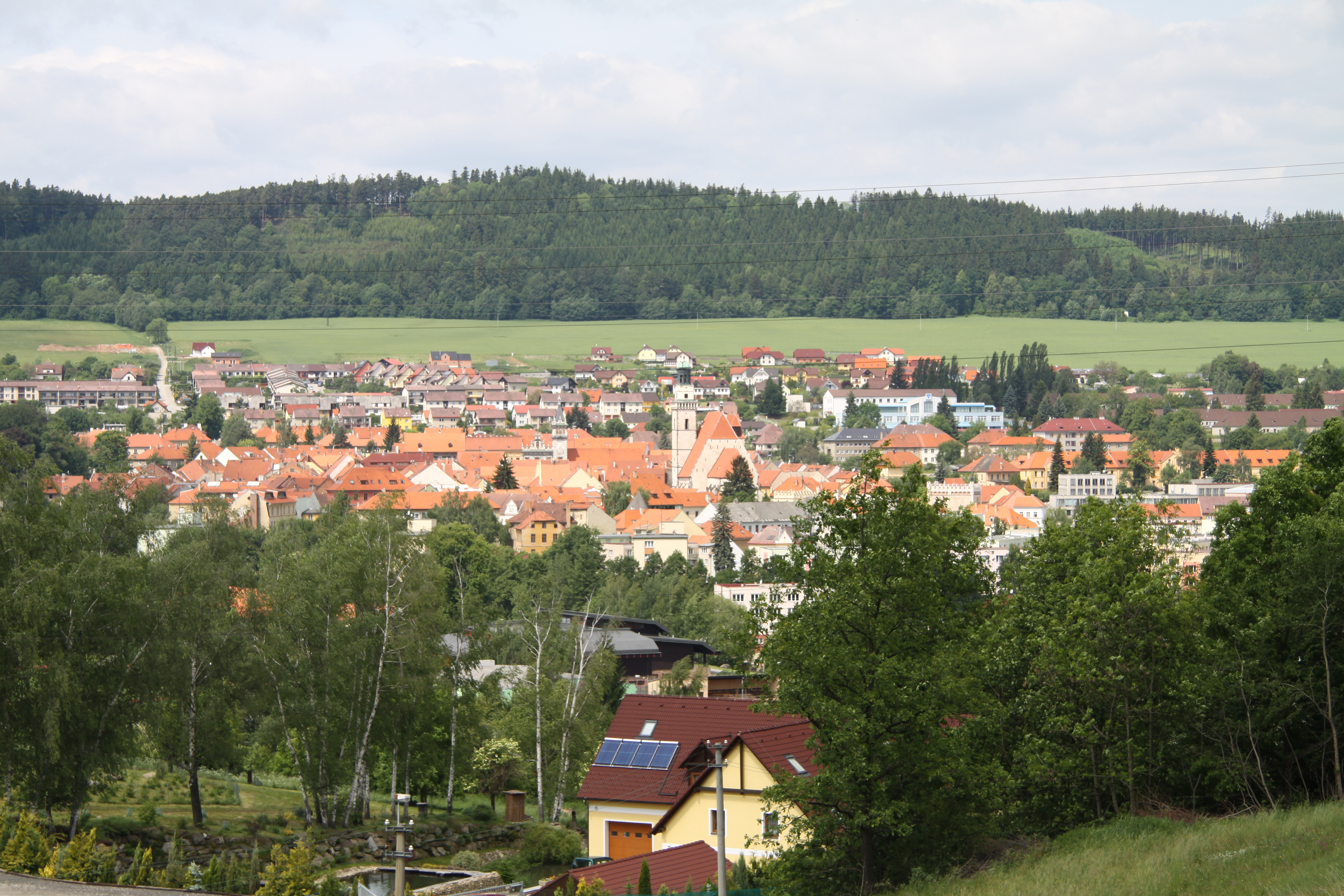
Ortsansicht

## Geographie
Prachatice liegt am nördlichen Fuße des Libín im Böhmerwaldvorland. Durch die Stadt fließt der Bach Fefrovský potok, der am östlichen Stadtrand in den Živný potok mündet. Nördlich erheben sich der Šibeniční vrch (681 m) und die Výrovčice (708 m), im Nordosten die Kobylí hora (767 m), östlich die Zdenice (758 m) und der Na Vrších (777 m), im Süden der Na Vyhlídce (828 m), der Libín (1093 m) und die Černá hora (897 m), südwestlich der Volovický vrch (961 m), im Westen der Dubový vrch (760 m) sowie im nordwestlich der Výrovec (686 m). Nördlich der Stadt befindet sich im Blanicetal die Talsperre Husinec. Durch Prachatice führt die Staatsstraße II/141 zwischen Vodňany und Volary, von der in der Stadt die II/143 nach Budweis abzweigt. Am östlichen Stadtrand verläuft die Bahnstrecke Číčenice–Haidmühle.
Nachbarorte sind Staré Prachatice, Nové Město und Ostrov im Norden, Slepý Mlýn, Městská Lhotka, Bernatů, Žernovice, Hořejší Chalupy und Dolejší Chalupy im Nordosten, Dvůr u Lípy, Kroupův Dvůr, Irův Dvůr, Zdenice und Nebahovy im Osten, Strachotínský Dvůr, Kandlův Mlýn, Jelemek, Starý Bolech und Velišův Mlýn im Südosten, Lázně svaté Markéty, Libínské Sedlo und Perlovice im Süden, Volovice und Křeplice im Südwesten, Cvrčkov, Stádla, Podolí und Kahov im Westen sowie Oseky, Podedvorský Mlýn, Dvory und Horouty im Nordwesten.

### Stadtgliederung
Die Stadt Prachatice besteht aus den Ortsteilen Kahov (Kahau), Libínské Sedlo (Pfefferschlag), Městská Lhotka (Städtische Oed), Oseky (Wosek), Ostrov (Wostrow), Perlovice (Perletschlag), Podolí (Podoly), Prachatice I (Prachatitz), Prachatice II (Prachatitz-Vorstadt), Stádla (Stadlern), Staré Prachatice (Alt Prachatitz) und Volovice (Wolletschlag).
Grundsiedlungseinheiten sind Kahov, Lázně svaté Markéty (St. Margarethenbad), Libínské Sedlo, Libínský les, Městská Lhotka, Nové sídliště, Oseky, Ostrov, Perlovice, Pod Cvrčkovem, Pod Černou horou, Pod lázněmi, Pod Zdenicemi, Podolí, Prachatice-střed, Probošt (Probost), Průmyslový obvod-jih, Průmyslový obvod-sever, Sídliště, Skalka, Stádla, Staré Prachatice, Šibeniční vrch, U kasáren, U nemocnice, U trati, Volovice und Výrovec. Zu Prachatice gehören außerdem die Einschichten Cvrčkov (Grilling), Kamýk (Wildberg), Křeplice (Kreppenschlag), Třemšín (Hummelberg), Sedlmín (Zedlmin), Velišův Mlýn (Wallischmühle) und Vojtášek.
Das Gemeindegebiet gliedert sich in die Katastralbezirke Kahov, Libínské Sedlo, Oseky, Perlovice, Prachatice, Stádla, Staré Prachatice und Volovice.

### Nachbargemeinden
| Dvory u Lažišť      | Husinec u Netolic                           | Těšovice u Prachatic |
| Zábrdí              | Kompassrose, die auf Nachbargemeinden zeigt | Žernovice, Nebahovy  |
| Záblatí u Prachatic | Zbytiny                                     | Chroboly             |

## Geschichte

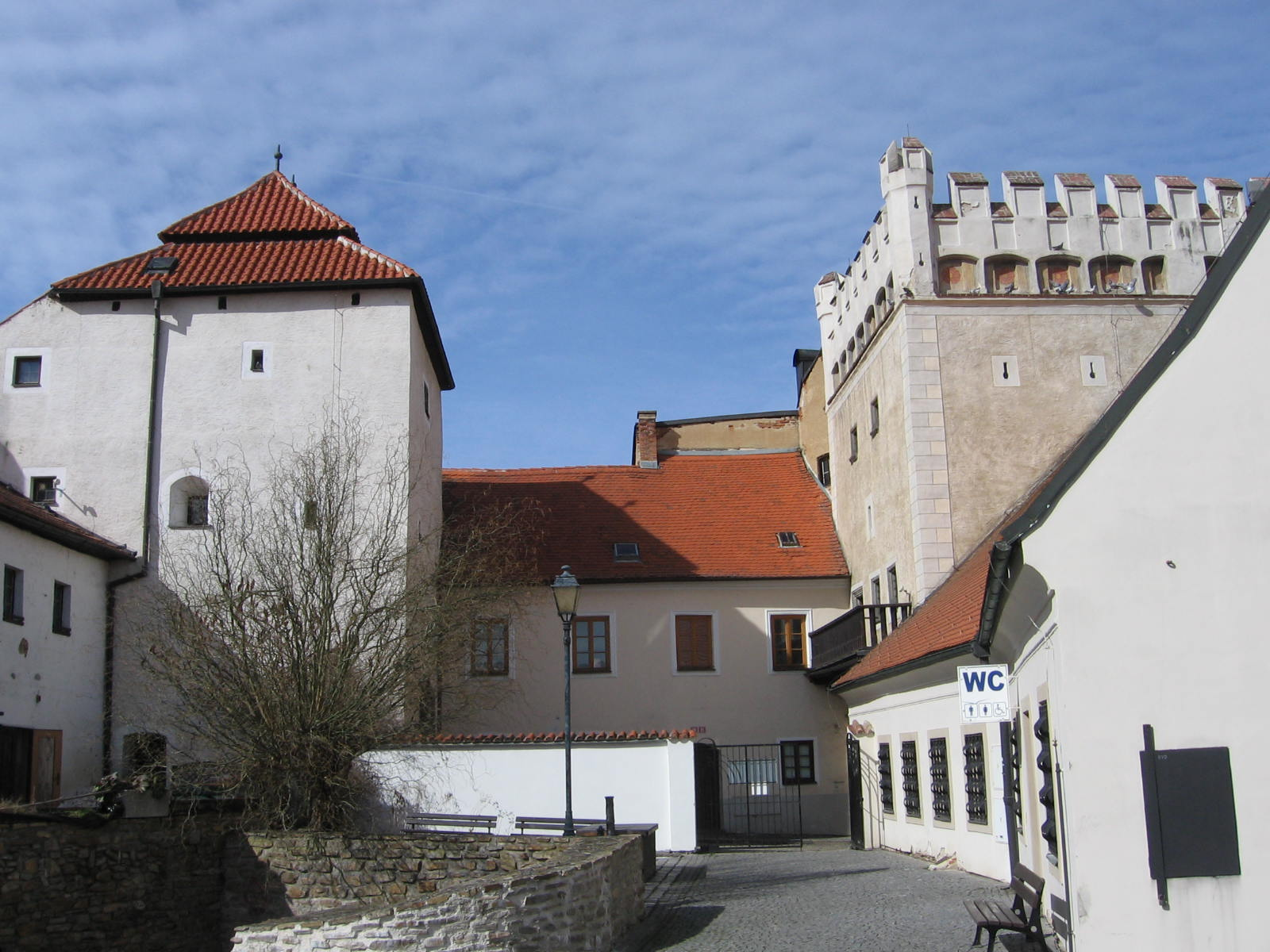
Historische Befestigungsanlagen

Einer Legende nach wurde in Prachatitz Ende des 10. Jahrhunderts durch den heiligen Adalbert, Bischof von Prag, die erste christliche Kirche unter der Oberhoheit der Pröpste des Klosters Vyšehrad in der sich bildenden Ansiedlung in der Nähe des Stapelplatzes geweiht.
Der erste schriftliche Beleg für den Ort ist die im Jahr 1010 verfasste Urkunde „O cestě z Pasova do Čech“ („Über den Weg von Passau nach Böhmen“) von König Heinrich II. Der erste historische Nachweis des Namens Prachatitz stammt aus dem Jahr 1088, als König Vratislav II. dem Vyšehrader Domkapitel den unbefestigten Ort und dessen gesamte Einkünfte aus dem Salzhandel schenkte. Der als Pragaticih bezeichnete Ort ist als Stapelplatz für Handelswaren belegt und lag außerhalb der heutigen Stadt. Meistens wird dieser Ort mit dem heutigen Stadtteil Alt Prachatitz identifiziert. Die erste namentlich bekannte Person ist der in Passau ansässige Richter Ott von Brachadicz, der am 28. Juni 1285 als Zeuge in einer Niedernburger Verkaufsurkunde genannt wird.
Als Gründer der Neustadt Prachatice gelten die Herren von Witiejitz, die auf der Burg Osule bei Vitějovice saßen und im Auftrag der Vyšehrader Pröbste handelten. Ein gewisser Werner von Witiejitz begann, im Talkessel zwischen Alt-Prachatice und Libín die Neustadt anzulegen. In einer Urkunde vom 22. Juni 1312 versprachen Werner und (wörtlich) „seine Bürger“ dem Kloster Niedernburg als Inhaber der Wegmaut auf Passauer Seite, alle Kaufleute auf der Straße zwischen Prachatice und Passau zu schützen. Bald darauf wurde Prachatice als Markt bezeichnet. Am 29. Oktober 1323 erteilte König Johann von Böhmen dem Magistrat des wirtschaftlich aufblühenden Marktes das Recht, gegen eine ständige Zahlung an die Pröpste von Vyšehrad (eine Art Pacht) die Einnahmen aus den Mautgebühren an der Salzstraße für eigene Zwecke zu verwenden. Während Prachatice 1323 noch als oppidum bezeichnet wurde, schienen 1359 bereits Stadträte (cives civitates) auf, womit Prachatice damals bereits als Stadt angesehen wurde.
Zu dem sich vermehrenden Reichtum der Stadt trug bei, dass ihr König Wenzel IV. im Jahr 1382 das Stapelrecht für das nach Böhmen eingeführte Salz verlieh. Prachatice war damals die einzige Stadt, in der andere böhmische Städte bayerisches Salz kaufen durften. Eine besondere kulturelle Rolle unter den führenden Städten in Südböhmen bekam Prachatitz mit der Gründung einer Lateinschule. Obwohl der tschechische Reformator Jan Hus, zeitweilig Rektor der Karls-Universität Prag, Absolvent dieser Lateinschule war, lehnten die Handels- und Ratsherren der Stadt Prachatitz einen Anschluss der Stadt an seine Glaubenslehre ab und hielten am römisch-katholischen Bekenntnis fest.

### Hussitenkriege
Am 25. April 1420 eroberten die Hussiten unter ihrem Heerführer Jan Žižka die mit Mauern befestigte Stadt Prachatitz zum ersten Mal. Die vertriebenen Katholiken kehrten aber allmählich in die halb zerstörte Stadt zurück und begannen mit einer harten Gegenreformation der Andersgläubigen. Dabei wurden zwei oder drei Hussiten, darunter der Kleriker und Kirchenglöckner Andreas von Wyrow, in der Stadt verbrannt und ihr Vermögen konfisziert. Der Umsturz in Prachatice bedeutete für die Hussiten eine strategische und wirtschaftliche Schwächung. Jan Smil von Křemže, der neue Herr auf Burg Hus, schloss daraufhin einen Bündnisvertrag mit dem hussitischen Písek; mit dem militärischen Angriff wartete man jedoch auf Jan Žižka, der am 12. Oktober die Koalition um Ulrich II. von Rosenberg besiegte und am 29. Oktober das Kloster Goldenkron verwüstete. Am 12. November 1420 kam Žižka mit seinem Heer nach Prachatice, und es folgte einer von Žižkas grausamsten Genoziden. Wie Magister Laurentius von Březová in der Chronik Historia Hussitica berichtet, wurden etwa 85 männliche Bewohner in die Sakristei der Jakobskirche eingesperrt und bei lebendigem Leib verbrannt. 230 gegnerische Verteidiger wurden mit Dreschflegeln erschlagen, Žižka bewahrte nur sieben treue Prachatitzer Bürger vor dem Tod. Frauen und Kinder wurden als vogelfrei aus der Stadt vertrieben.

### Blütezeit
Im Jahre 1436 wurde Prachatitz für kurze Zeit freie böhmische Königsstadt. Doch sie wurde schon 1437 von Kaiser Sigismund an Jan Smil von Křemže verpfändet und infolgedessen wiederum unter die Untertanenstädte eingegliedert. 1501 fiel sie an Wok II. von Rosenberg und insgesamt 100 Jahre lang an die Familie der Rosenberger (Herren von Rožmberk). Während dieser Zeit wurden viele neue Gebäude errichtet, und der Salzhandel erreichte seinen Höhepunkt. Im Jahr 1560 wurden über Prachatice 48.398 Kufen Salz transportiert, während Vimperk (Winterberg) nur 20.328 und Kašperské Hory (Bergreichenstein) nur 11.128 Kufen schaffte.

### Niedergang
Kaiser Rudolf II. kaufte 1601 die Stadt von Peter Wok von Rosenberg, dem letzten Angehörigen der Rosenberger. Der Kaiser erhob Prachtitz 1609 zwar zur Königsstadt, verlagerte den einträglichen Salzhandel aber großteils auf den Linzer Steig. Im Dreißigjährigen Krieg verlor die Stadt ihre Privilegien und wurde mehrfach geplündert, der eigentliche Niedergang begann aber 1692 mit der Einführung des kaiserlichen Salzmonopols. Nach dem Jahre 1706, als das kaiserliche Salz aus dem österreichischen Gmunden das bayrische Salz vollständig verdrängt hatte und das Lager von Prachatice nach Český Krumlov verlegt worden war, verloren der Goldene Steig und damit Prachatice ihre bisherige Bedeutung. Seit 1719 gehörte die Stadt den Fürsten zu Schwarzenberg, die Prachatitz ihrer Allodialherrschaft Wallern zuschlugen und in deren Besitz die Stadt bis 1848 blieb. Die Häuser am Markt und den meisten Gassen waren mit Bemalungen, Wappen und Denksprüchen verziert. Beim Stadtbrand am 13. April 1832 wurden 80 Häuser zerstört. Nach dem Wiederaufbau wurde auf die mittelalterlichen Verzierungen verzichtet, so dass diese nur noch am Rathaus und zwei weiteren Häusern erhalten waren.

### 19. Jahrhundert

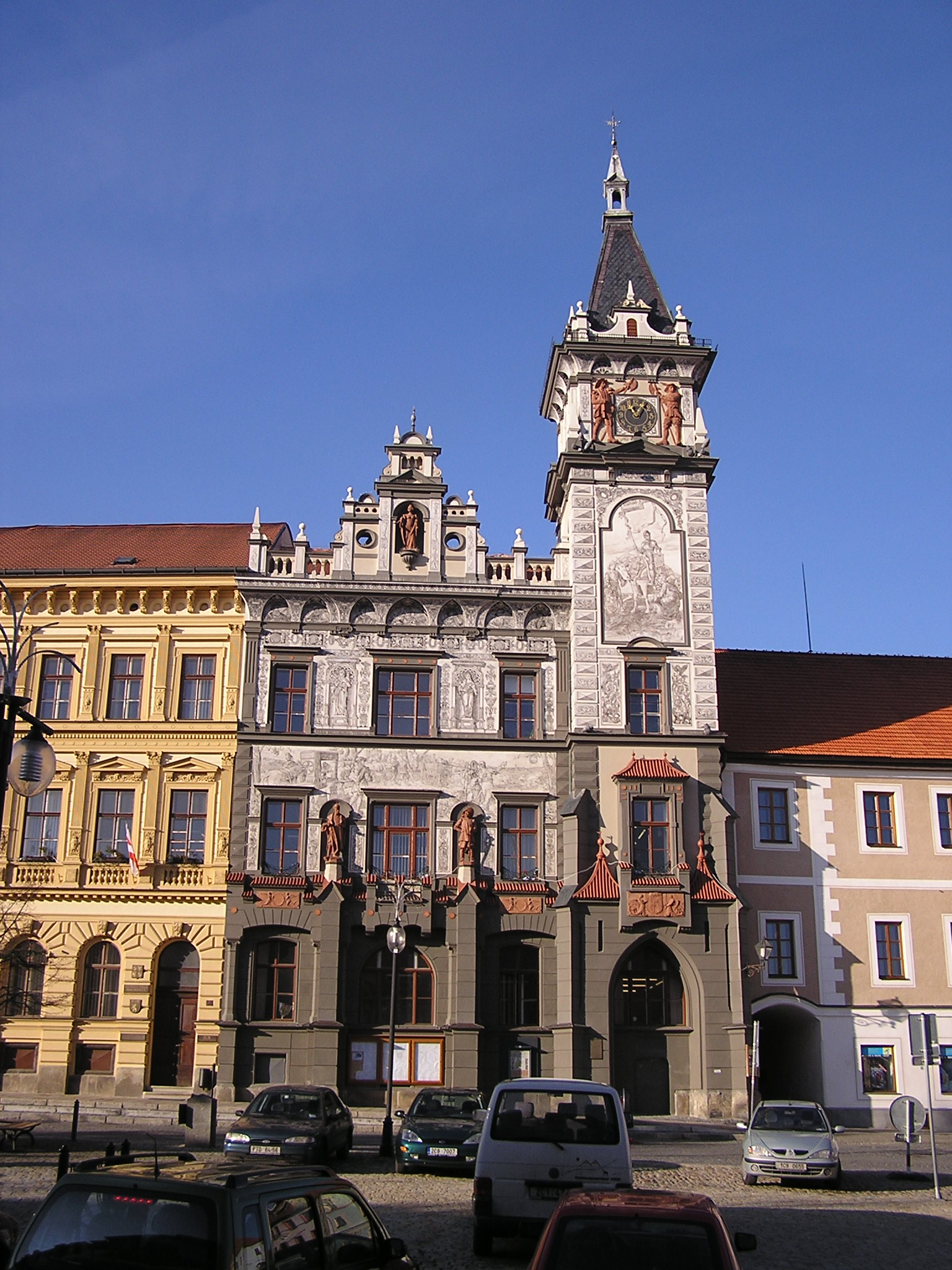
Neues Rathaus in Prachatice

Im Jahre 1839 bestand die Schutz- und Munizipalstadt Prachatitz/Prachatice aus insgesamt 327 Häusern mit 2591 überwiegend deutschsprachigen Einwohnern. Sie gliederte sich in die Stadt und die nördlich davon gelegene Vorstadt, die nur durch die alten Ringmauern getrennt waren. In den 162 Häusern der Vorstadt lebten 1319 Personen, die Stadt bestand aus 165 Häusern mit 1272 Einwohnern. Unter obrigkeitlichem Patronat stand die Dechanteikirche des hl. Jakobus des Älteren, unter dem Patronat der Stadtgemeinde die dreiklassige deutsche Schule mit einer gymnasialen Vorbereitungsklasse. Außerdem gab es in der Stadt ein herrschaftliches Amtshaus, das städtische Rathaus, zwei Kasernen und ein Spital. Der Herrschaft gehörten weiterhin ein Brauhaus in der Vorstadt und eine Mühle. Der Stadtgemeinde gehörten die Dörfer Altprachatitz (Staré Prachatice), Wostrow (Ostrov), Lhotka (Městská Lhotka), zwölf Häuser des Dorfes Klistau (Chlístov), die Einschicht Zirkengast bei Albrechtschlag (Albrechtovice) sowie neun Mühlen, zwei Brettsägen, ein Bräuhaus, das Badehaus am Libin und 1760 Joch Wald am Libin und Zdenice. Die Bewohner lebten vor allem vom Ackerbau, der Viehzucht und der Branntweinbrennerei. Der als Prachatitzer bezeichnete Perlbranntwein wurde in ganz Böhmen und Österreich verkauft, in der Stadt gab es 138 Branntweinbrenner. Außerdem bestanden 173 weitere Gewerbebetriebe, darunter 17 Bierschänker, je 14 Bäcker und Schuster, 13 Fleischhauer sowie je zehn Müller und Griesler. Die Stadt besaß Privilegien auf drei Jahrmärkte und Wochenmärkte auf Getreide und Vieh sowie zwei große Wochenmärkte. Zu den Jahrmärkten kamen knapp 200 Verkäufer; auch die Wochenmärkte waren bedeutend, da sich auf ihnen die Bewohner des Böhmerwaldes mit Getreide und Viktualien versorgten. Bis zur Mitte des 19. Jahrhunderts bildete Prachatitz den Amtssitz der Allodialherrschaft Wallern.
Nach der Aufhebung der Patrimonialherrschaften wurde Prachatitz 1849 zum Sitz eines Bezirksgerichts und bildete eine Stadtgemeinde im Gerichtsbezirk Prachatitz. Ab 1868 war die Stadt Verwaltungssitz des Bezirkes Prachatitz. Im Laufe des 19. Jahrhunderts entwickelte sich in der Gegend Textil- und Lebensmittelindustrie. Ab dem Ende des 19. Jahrhunderts erhielt Prachatitz mit dem prosperierenden St. Margarethenbad auch als Kneippkurort eine gewisse Bedeutung. Im Jahre 1893 bekam die Stadt mit der Eröffnung der Bahnstrecke Wodňan-Prachatitz einen Bahnanschluss; sechs Jahre später wurde die Eisenbahnstrecke bis Wallern und 1910 schließlich noch bis Haidmühle verlängert.

### 20. Jahrhundert
Bis zum Anfang des 20. Jahrhunderts bestand die Bevölkerung von Prachatitz überwiegend aus Deutschböhmen. Im Jahr 1900 bezeichneten sich in Prachatitz von 4.333 Einwohnern 3.334 deutsch- (76,9 %) und 941 tschechischsprachig (21,7 %). Die Stadt lag unmittelbar an der deutsch-tschechischen Sprachgrenze. Die Orte nördlich, westlich und östlich der Stadt waren überwiegend tschechischsprachig. Nach der Gründung der Tschechoslowakei im Jahr 1918 änderten sich die Bevölkerungsverhältnisse. 1930 hatte Prachatitz 4745 Einwohner, darunter 2368 Deutsche und 2283 Tschechen.
Im Oktober 1938 wurde die Stadt infolge des Münchner Abkommens dem nazistischen Deutschen Reich zugeschlagen. Nördlich von Prachatitz verlief an der Flanitz die Grenze zur Tschecho-Slowakischen Republik, den um das Sudetenland, die Südslowakei bzw. Oberungarn und das Olsagebiet verkleinerten tschechoslowakischen Staat (→ Zerschlagung der Tschechoslowakei). 1939 lebten in der Stadt 4442 Personen. Der Landkreis Prachatitz wurde an den Regierungsbezirk Niederbayern und Oberpfalz angeschlossen. Nach Ende des Zweiten Weltkriegs kam die Stadt zurück an die Tschechoslowakei. Die deutschböhmische Bevölkerung wurde 1946 auf Grund der Beneš-Dekrete zum großen Teil vertrieben. Der Verein „Der Böhmerwald e. V.“ (vormals „Böhmerwaldheimatkreis Prachatitz e. V.“) mit Sitz in Ingolstadt hält seither jährliche Heimattreffen (meistens in Bayern) ab.
Im Jahre 1961 erfolgte die Eingemeindung von Oseky (mit Kahov, Podolí, Stádla, Třemšín und Volovice) und Staré Prachatice (mit Městská Lhotka und Ostrov). Libínské Sedlo (mit Perlovice) wurde 1971 eingemeindet. Kahov, Oseky und Podolí lösten sich am 24. November 1990 los und bildeten die Gemeinde Oseky, die sich am 14. Dezember 1993 wieder an die Stadt Prachatice anschloss.

## Bevölkerungsentwicklung
| Volkszählung | Einwohner gesamt | Nationalität | Nationalität | Nationalität |
| Jahr         | Einwohner gesamt | Deutsche     | Tschechen    | Andere       |
| ------------ | ---------------- | ------------ | ------------ | ------------ |
| 1900         | 4.333            | 3.334        | 941          | 31           |
| 1930         | 4.745            | 2.358        | 2.283        | –            |
| 1939         | 4.442            | –            | –            | –            |

## Politik

### Städtepartnerschaften
Prachatice unterhält Partnerschaften mit folgenden Städten und Gemeinden:
- seit 1988: Impruneta (Italien)
- seit 1991: Mauthausen (Österreich)
- seit 1991: Zvolen (Slowakei)
- seit 1996: Grainet (Deutschland)
- seit 1996: Waldkirchen (Deutschland)
- seit 1997: Spiez (Schweiz)
- seit 1999: Rahatschou (Belarus)
- seit 2004: Castrocaro Terme e Terra del Sole (Italien)

### Bürgermeister von Prachatice
Liste der Bürgermeister seit 1850:
- 1850–1856: Franz Hellebrand
- 1856–1861: Anastas Seyffert
- 1861–1891: Ernst Mayer
- 1891–1907: Johann Zdiarsky
- 1907–1912: Wenzl Jungbauer
- 1912–1920: Eustach Fuchs
- 1920–1922: Jan Pluhař
- 1922–1927: Karl Messner
- 1927–1933: Karl Pechtl
- 1933: Václav Skalička
- 1935–1938: Otto Chadraba
- 1938–1945: Franz Watzlawick
- 1945: Václav Pilát
- 1945–1946: Theodor Vlk
- 1946–1949: Jan Fried
- 1949–1950: Theodor Vlk
- 1950–1960: Václav Pícha
- 1960–1970: František Kučera
- 1970–1975: Josef Jarošík
- 1975–1983: Jan Houška
- 1983–1989: Miroslav Rypáček
- 1989–1992: Zdeněk Černý
- 1992–1998: Miroslav Bojanovský
- 1998–2010: Jan Bauer
- 2010–2024: Martin Malý
- 2024-heute: Jan Bauer

## Wirtschaft und Infrastruktur
Prachatice liegt seit 1893 an der Bahnstrecke Číčenice–Haidmühle, die seit Dezember 2017 vom Unternehmen GW Train Regio bedient wird.

## Sehenswürdigkeiten

### Theater und Museen
Liste von Kultureinrichtungen:
- Stadttheater (Městské divadlo), Velké náměstí 2
- Stadtmuseum (Prachatické muzeum), Velké náměstí 13 und Zlatá stezka 245[23]
- Marionetten- und Zirkusmuseum (Muzeum české loutky a cirkusu), Velké náměstí 43

### Bauwerke
Das historische Stadtzentrum wurde 1981 zum städtischen Denkmalreservat erklärt.
Liste einzelner Bauwerke:
- Stadtmauer mit Bastion Helvit
- Piseker Tor (Unteres Stadttor) mit Nepomuk-Kapelle
- Literatenschule
- Heydl-Haus, erbaut in den 1550er Jahren
- Sitr-Haus, auch Zdiarsky-Haus (jetzt Museum) mit Allegorien Justitia (Gerechtigkeit), Patientia (Geduld), Prudentia (Klugheit) und Fortitudo (Tapferkeit)
- Hus-Haus und ehemaliges Gymnasium in der Husova ul.
- Dekanatskirche St. Jakobus
- Altes Rathaus mit Darstellung der Tugenden (Medaillons)
- Neues Rathaus (1902) mit sieben bedeutenden Männern aus Prachatitz (siehe unter Persönlichkeiten)
- Rumpal-Haus mit Lauben
- Fürsten-Haus mit Sgraffito des „Weißen Elefanten“
- Neumanneum, Geburtshaus von Johann Nepomuk Neumann (Bischof von Philadelphia, Heiliger)
- Stadtbrunnen mit Justitia-Standbild
- Kostelní náměstí 28, Bürgerhaus aus der Renaissance
- Poštovní 119, spätgotisches Gebäude

Sehenswürdigkeiten
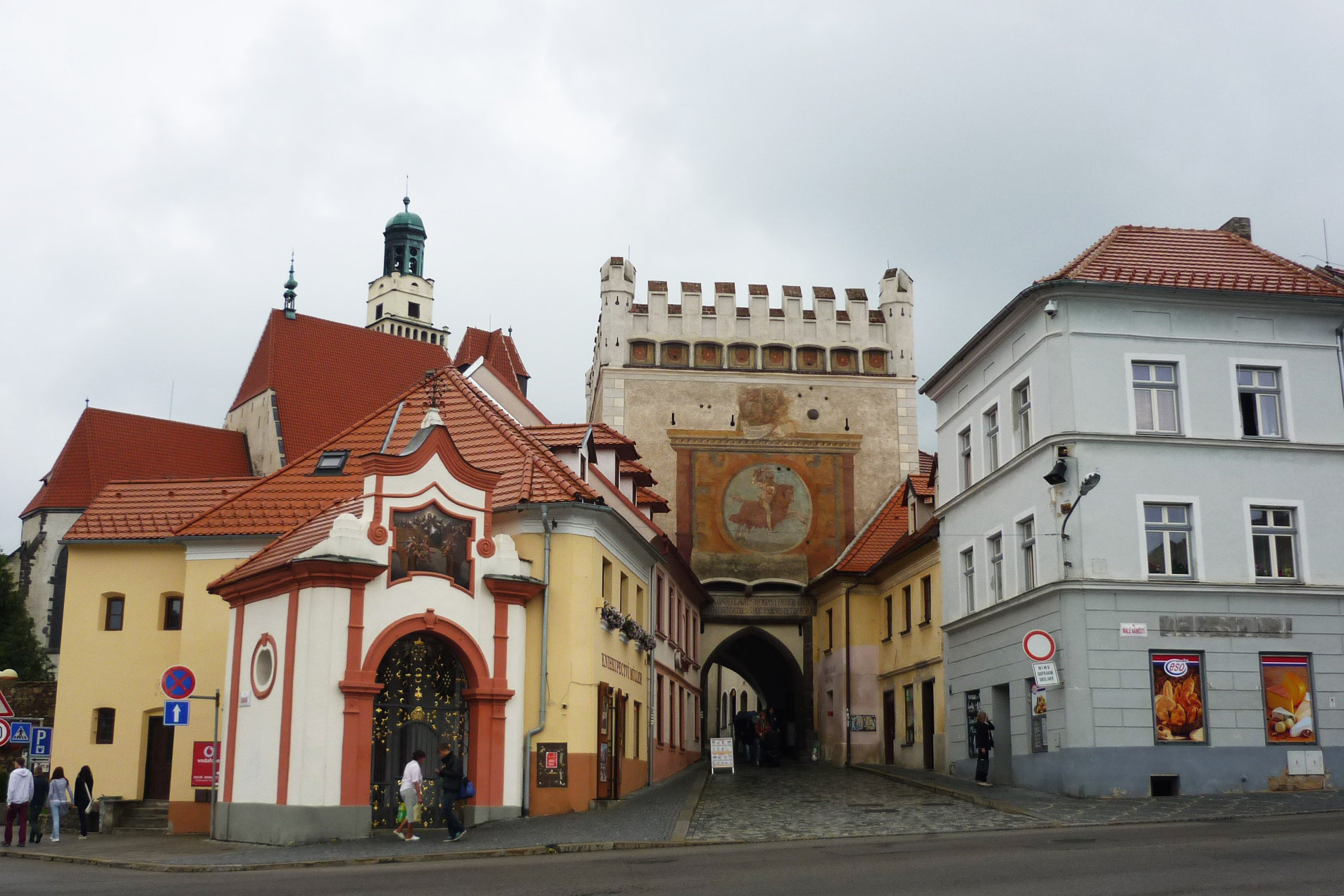
Unteres Tor oder Piseker Tor
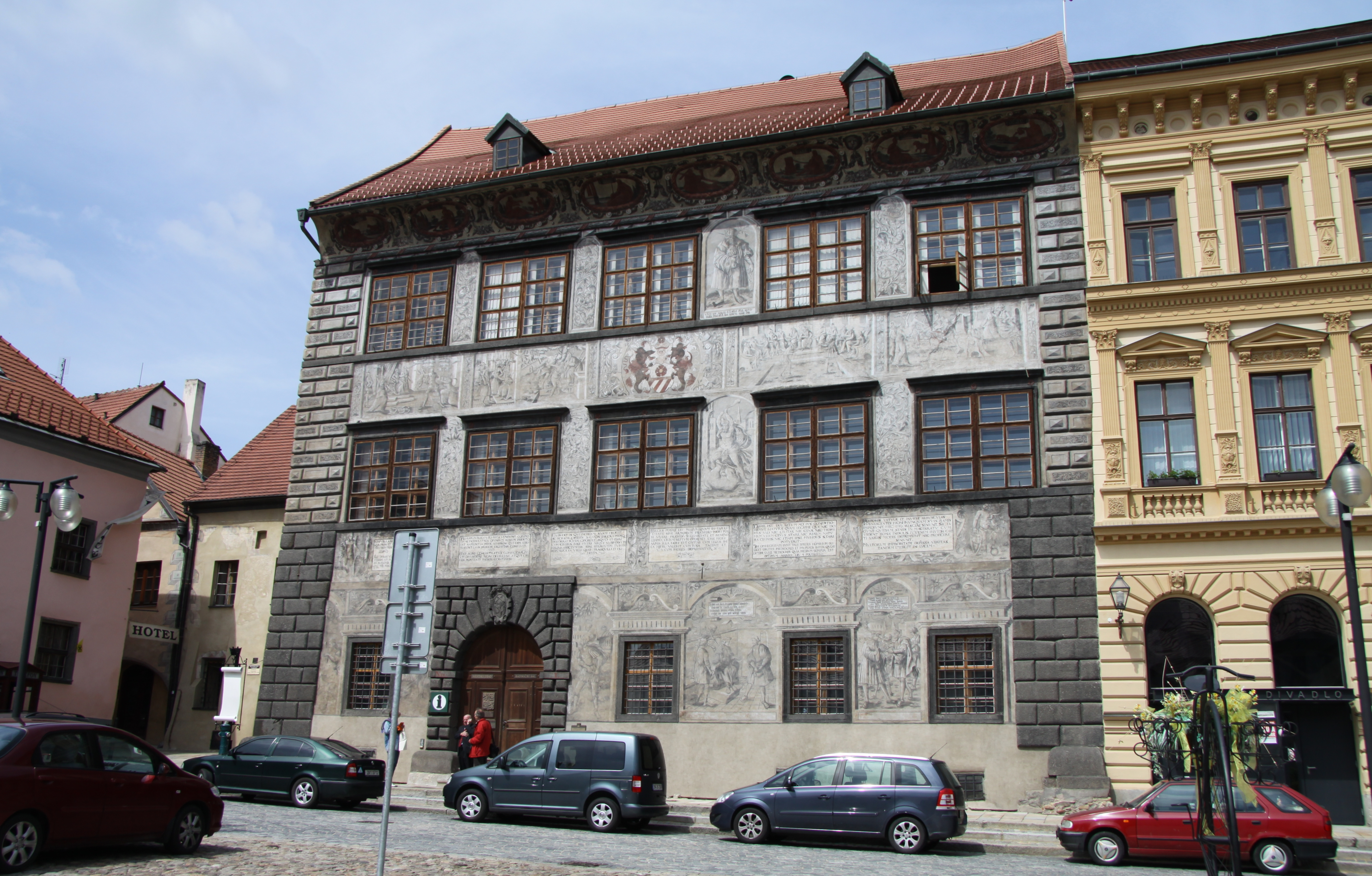
Altes Rathaus
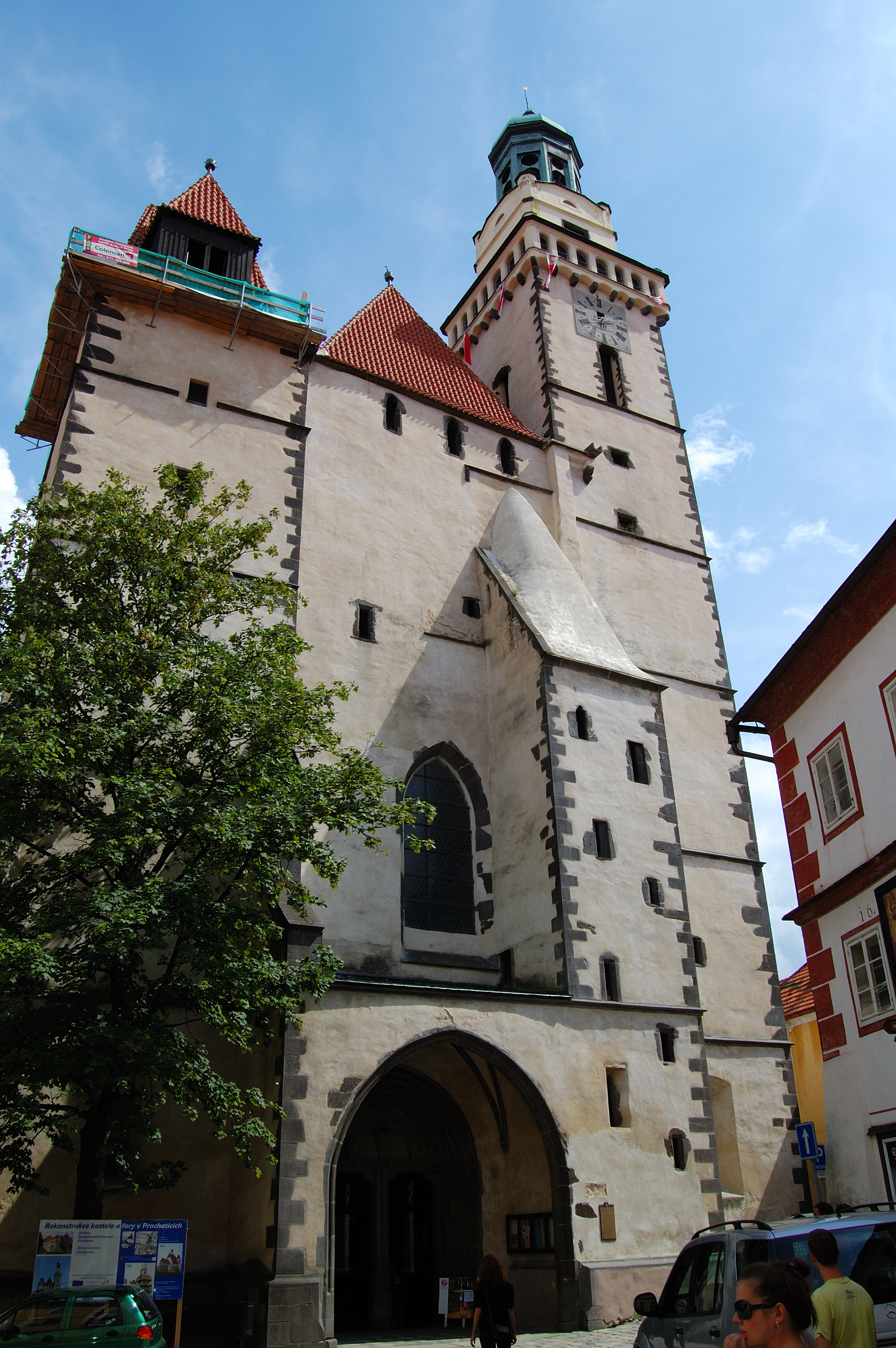
St. Jakobus
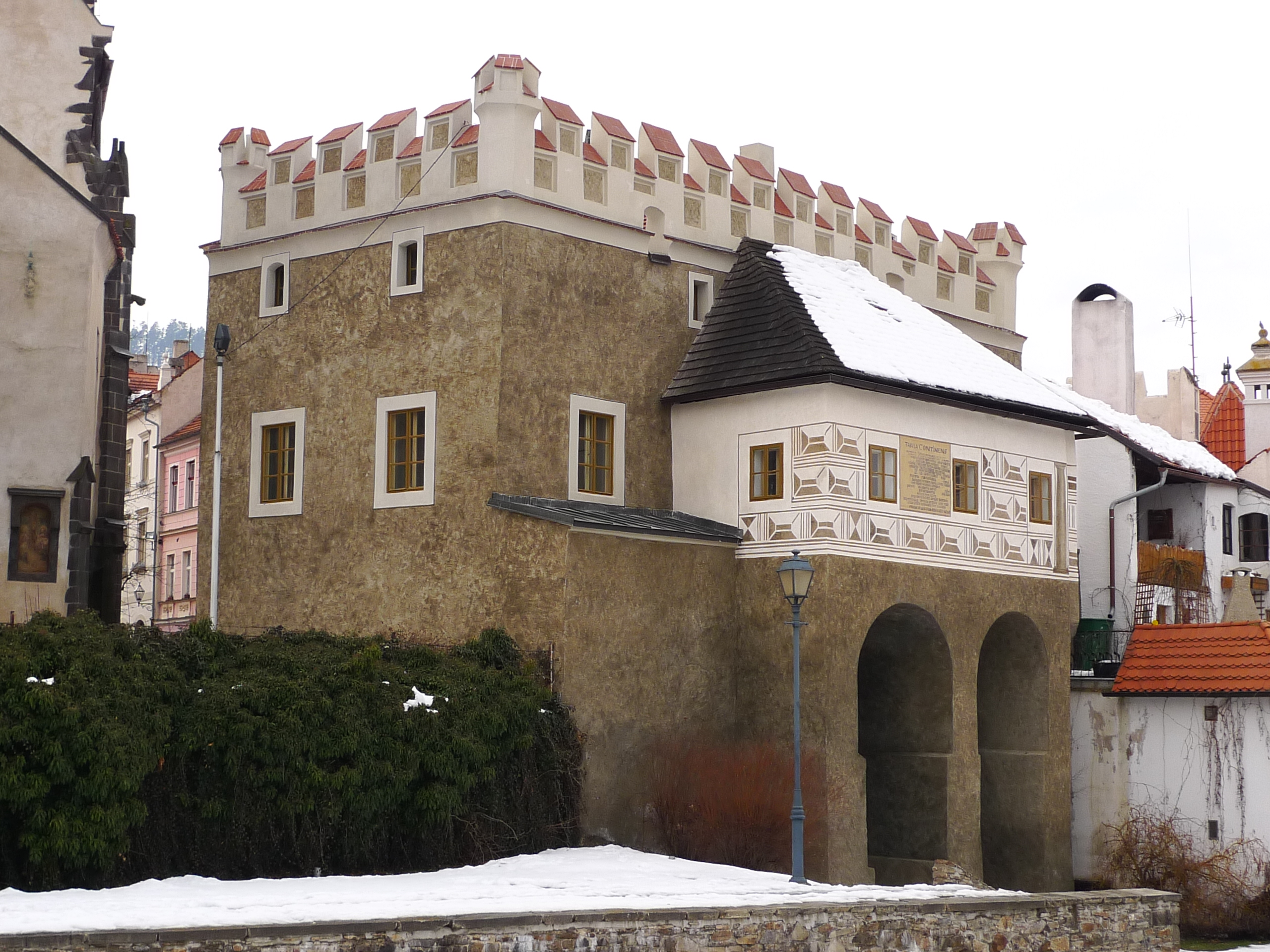
Literatenschule
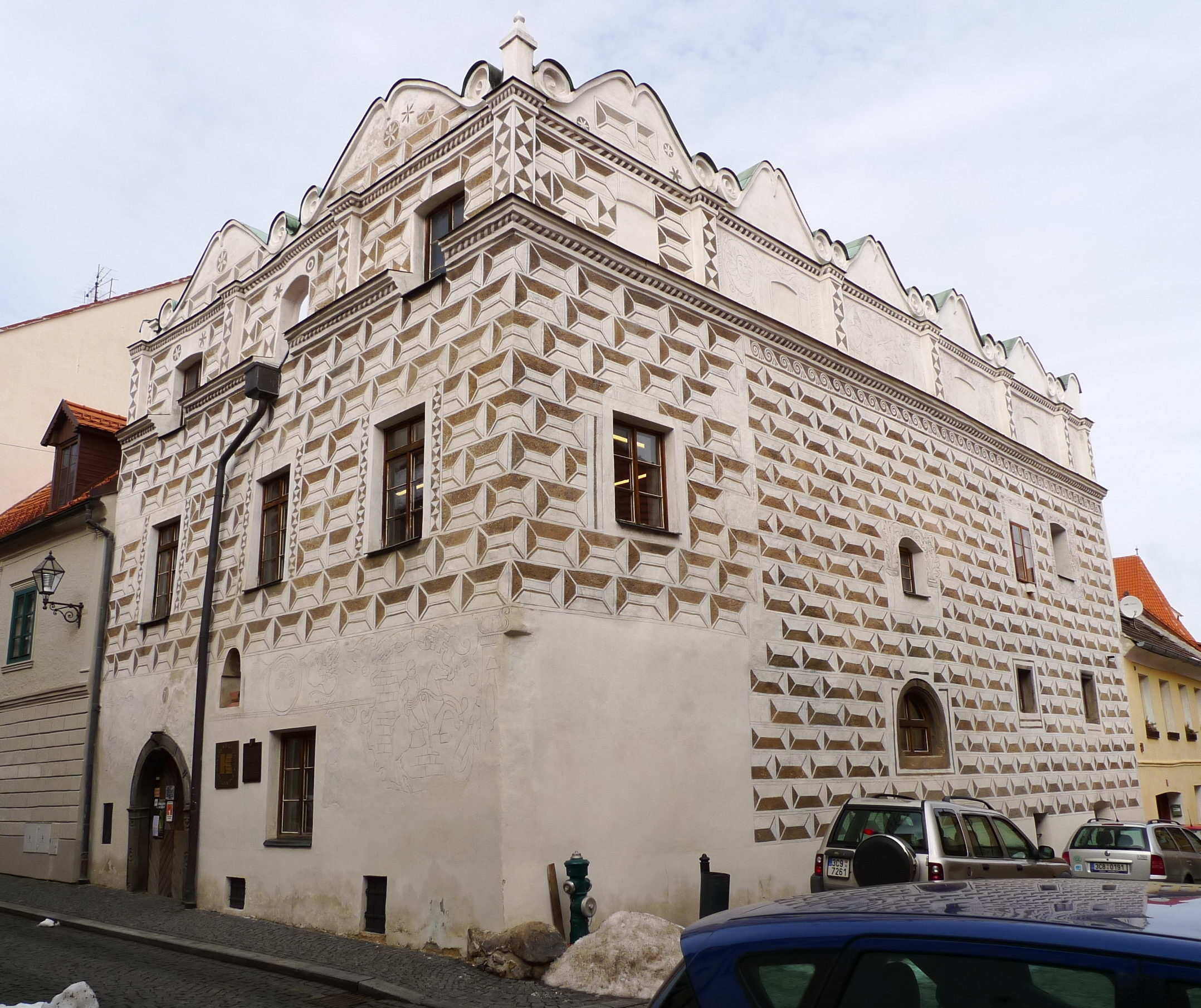
Hus-Haus
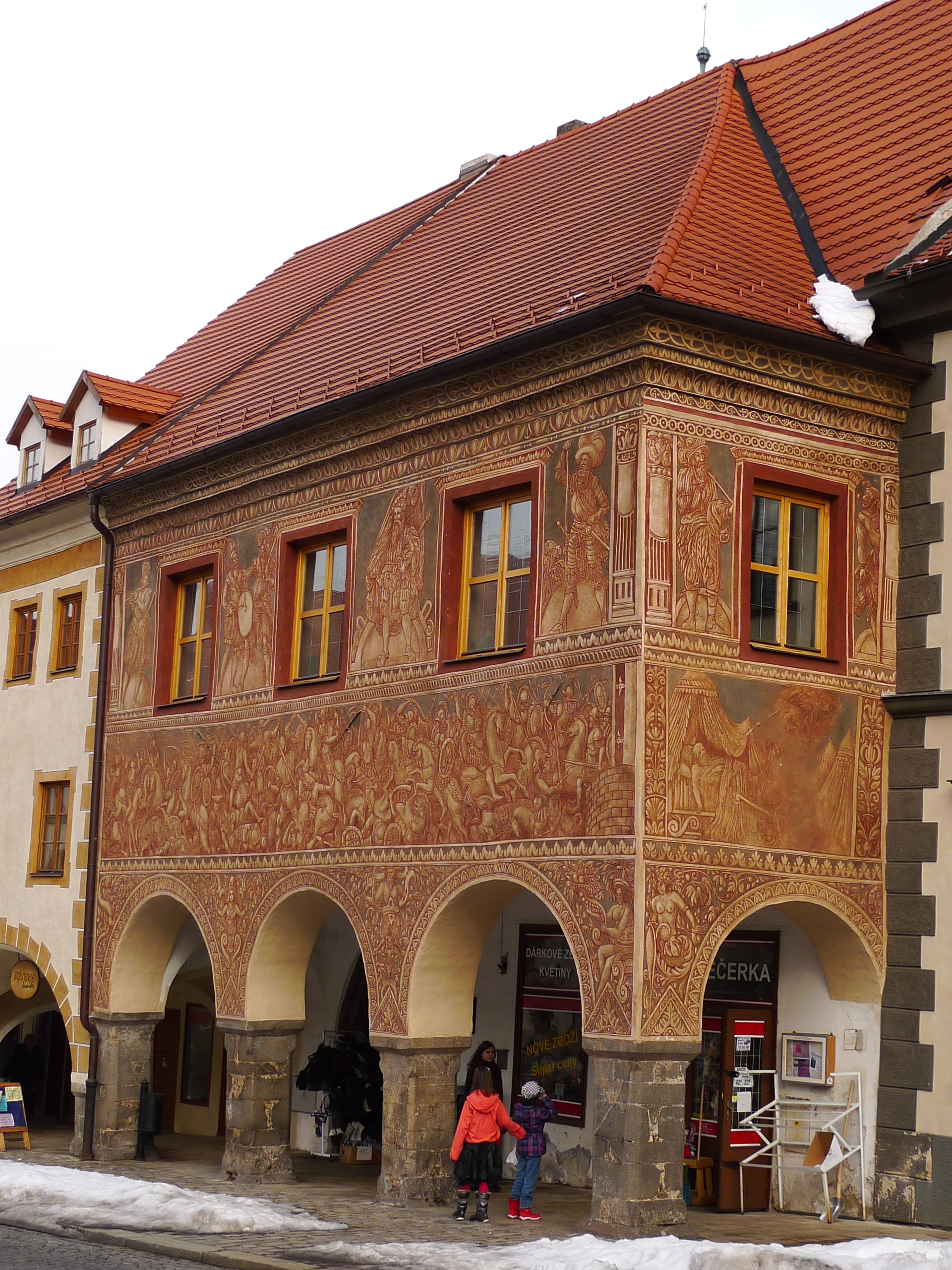
Rumpal-Haus
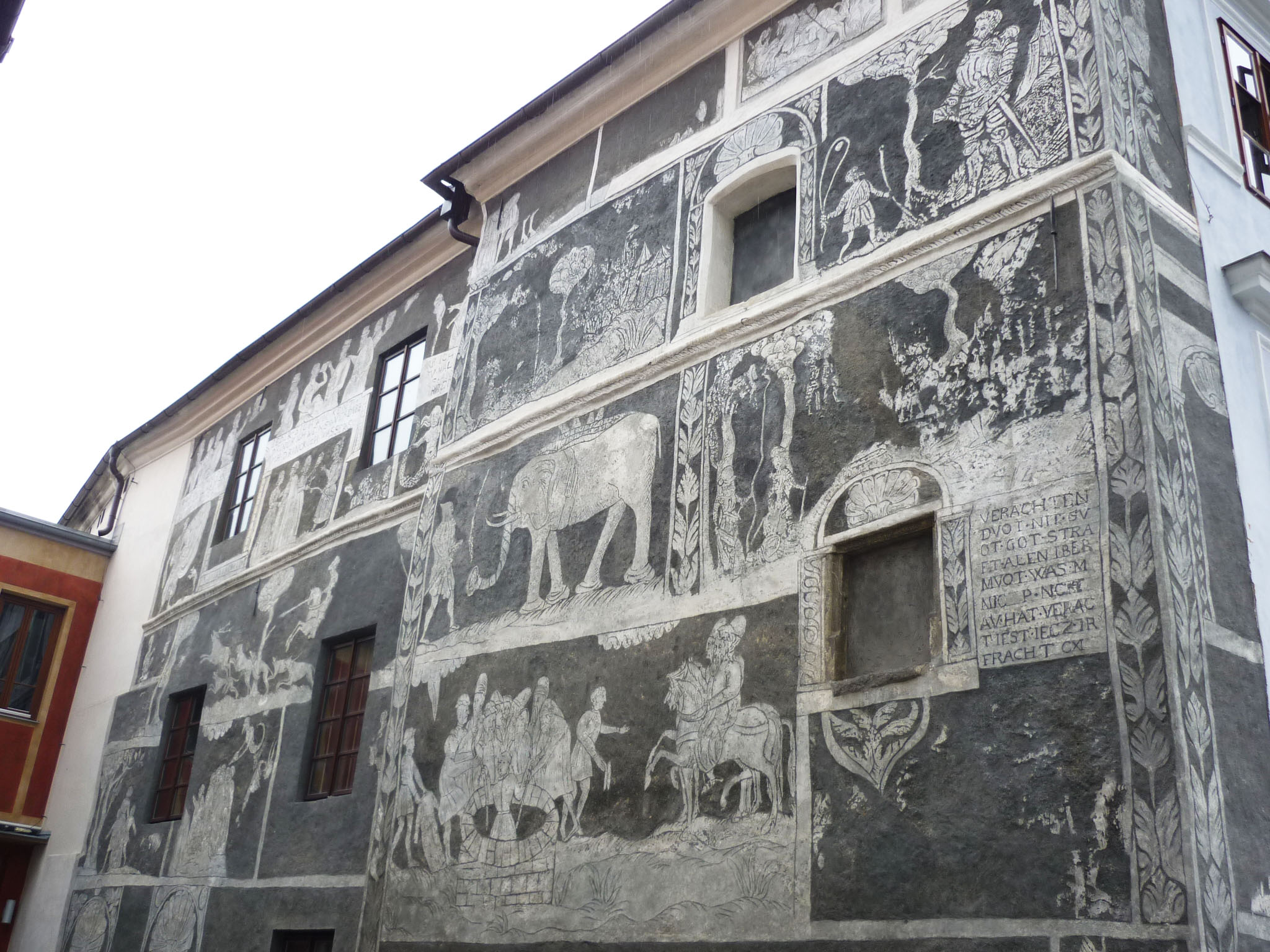
Fürstenhaus mit Sgraffito

### Naturdenkmale
- Naturreservat Libín
- Felsformation Skalka

### Regelmäßige Veranstaltungen
Ende Juni findet das zweitägige Fest des Goldenen Steiges (Slavnosti solné Zlaté stezky) statt.

## Persönlichkeiten
In Prachatice geborene Persönlichkeiten
- Christian von Prachatitz (vor 1370–1439), Mathematiker, Astronom, Theologe und Mediziner, mehrfach Rektor der Karls-Universität Prag, Schüler des Reformators Jan Hus
- Heiliger Johannes Nepomuk Neumann (1811–1860), römisch-katholischer Bischof in Philadelphia (USA), 1977 heiliggesprochen, in Prachatice geboren
- Ernst Mayer (1815–1891), Arzt und Politiker, Bürgermeister von Prachatice, Abgeordneter des Böhmischen Landtags und des Österreichischen Reichsrats
- Stanislav Jungwirth (1930–1986), tschechischer Mittelstreckenläufer
- Bruno Rauscher (1931–2013), deutscher Jurist und Richter am Bundessozialgericht
- Stefan Weinfurter (1945–2018), deutscher Historiker
- Jan Fatka (* 1955), römisch-katholischer Ordenspriester, Karmelit und Krankenhausseelsorger
- Miroslav Soukup (* 1965), tschechischer Fußballspieler und Fußballtrainer
- David Svoboda (* 1975), tschechischer Bildhauer
- Luboš Pecka (* 1978), tschechischer Fußballspieler

Am Neuen Rathaus (1902) sind folgende Personen aus Prachatitz abgebildet
- die bereits erwähnten Christian von Prachatitz und Johann Nepomuk Neumann
- Wenzel Menschik, Rektor in Prag
- Michael von Prachatitz, Notarius der Prager Universität
- Wilhelm von Rosenberg (1535–1592),
- Buchsbaum von Prachatitz, Baumeister des Wiener Stephansdoms
- Josef Messner, Schriftsteller

Weitere Personen mit Bezug zu Prachatice
- Jan Hus (1369–1415), christlicher Reformer und zeitweilig Rektor der Karls-Universität Prag, ging in Prachatitz zur Schule
- Rudolf Merbeller (1858–1945), böhmischer Finanzbeamter und Regionalhistoriker, gründete 1904 das Stadtmuseum Prachatice
- Otto Herbert Hajek (1927–2005), deutsche Bildhauer, ging in Prachatitz zur Schule, Ehrenbürger der Stadt
- František Benda (1944–2017), tschechischer Umweltminister und Geistlicher in Prachatice.